# Condado de Cattaraugus
O Condado de Cattaraugus (em inglês:  Cattaraugus County) é um dos 62 condados do estado americano de Nova Iorque. A sede do condado é Little Valley e a localidade mais populosa é Olean.
O nome do condado vêm de uma palavra seneca, um povo indígena, que significa "bancos mal-cheirosos", uma referência ao odor do gás natural de formações rochosas da região.
O condado tem uma área de 3 420 km², dos quais 3 390 km² estão cobertos por terra e 40 km² por água, uma população de 80 343 habitantes, e uma densidade populacional de 23,7 hab/km² (segundo o censo nacional de 2010).